# Педипланація

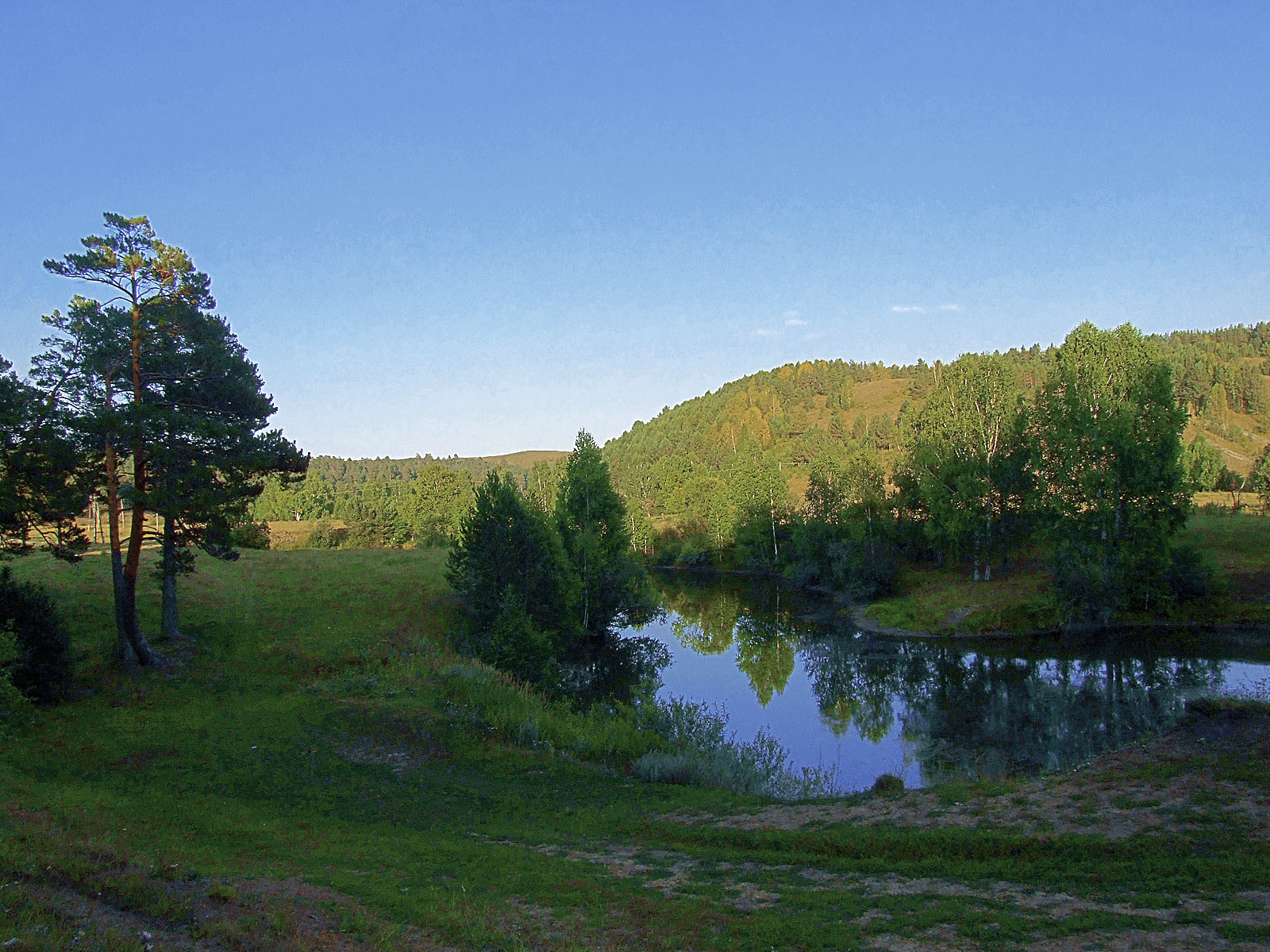
Педипленізація. Салаїрський кряж.

Педипланація, педипленізація (рос. педипланация, педипленизация, англ. pediplanation, нім. Zusammenwaschen n von Felsfussebenen) — вирівнювання рельєфу в результаті паралельного відступу схилів при більш-менш стабільному положенні базису денудації і наступного злиття педиментів, які при цьому утворюються. Особливо характерна для областей семіаридного клімату.